# L'Enfant de l'hiver
L'Enfant de l'hiver és una pel·lícula francesa dirigida per Olivier Assayas, estrenada el 1989.

## Sinopsi
Natalia, embarassada d'Stéphane, la deixa per Sabine, una escenògrafa de teatre. Sabine també surt d'una història d'amor acabada amb Bruno, un actor. Mentre la Natalia intenta suïcidar-se i és salvada per una amiga, Sabine es veu tancant les portes del teatre pel director, qui li informa que Bruno ja no la vol veure, després que una nit es presentés a l'habitació de l'ex amant, amenaçant-lo amb un ganivet. El temps passa. De gira a Spoleto amb un espectacle, Bruno torna a trobar-se amb Sabine. Els dos discuteixen, es fan un petó, fan les paus. Però no durarà gaire. Mentrestant, la Natalia, el pare de la qual ha mort, troba l'Stéphane a casa abraçant el seu fill que ella volia veure a tota costa. A la Sabine li agradaria tornar amb l'Stéphane, però ell no vol saber-ne res. La dona també té un xoc amb la dona de Bruno. En una festa de fi de curs, l'Stéphane i la Natalia troben la seva comprensió: riuen, beuen, són feliços. Tot sota els ulls de Sabine que, de matinada, apareix davant d'en Bruno i li dispara. L'Stéphane segueix la dona a la neu... El nadó de la Natalia ja té dos anys: La mare presenta l'Stéphane com un oncle. El nen també es diu Stéphane: els dos marxen i la Natàlia plora.

## Repartiment
- Clotilde de Bayser : Sabine
- Michel Feller : Stéphane
- Marie Matheron : Natalia
- Jean-Philippe Écoffey : Bruno
- Gérard Blain : pare de Stéphane
- Anouk Grinberg : germana de Stéphane
- Nathalie Richard : Leni
- Yves Dangerfield : Jean-Marie
- Pierrick Mescam
- Virginie Thévenet : Maryse
- Myriam David : Marie
- Inês de Medeiros : Ana
- Jérôme Zucca
- Serge Riaboukine
- Michel Raskine